# CONCACAF W 골드컵
CONCACAF W 골드컵(CONCACAF W Gold Cup)은 북아메리카, 중앙아메리카, 카리브해 지역을 관할하는 북중미카리브 축구 연맹(CONCACAF) 회원 협회의 여자 축구 국가대표팀이 경쟁하는 국제 여자 축구 대회이다. 2020년 12월에 발표되었으며 처음에는 이름이 없었지만 "여성 CONCACAF 네이션스리그"(Women's CONCACAF Nations League)로 불렸다. 브랜딩은 2021년 8월에 발표되었으며 CONCACAF는 토너먼트를 "플래그십 여성 국제 대회"라고 설명했다.

## 역대 대회
| 회차 | 연도 | 개최국 | 결승전 | 결승전 | 결승전 | 준결승 진출팀 | 준결승 진출팀 | 참가국 |
| 회차 | 연도 | 개최국 | 우승   | 득점   | 준우승 | 준결승 진출팀 | 준결승 진출팀 | 참가국 |
| ---- | ---- | ------ | ------ | ------ | ------ | ------------- | ------------- | ------ |
| 1    | 2024 | 미국   | 미국   | 1–0    | 브라질 | 캐나다        | 멕시코        | 12     |

### 국가별 성적
| 국가   | 우승     | 준우승   | 4강 진출 |
| ------ | -------- | -------- | -------- |
| 미국   | 1 (2024) | –        | –        |
| 브라질 | –        | 1 (2024) | –        |
| 캐나다 | –        | –        | 1 (2024) |
| 멕시코 | –        | –        | 1 (2024) |

## 같이 보기
- CONCACAF 골드컵
- CONCACAF 네이션스리그
- CONCACAF W 챔피언십